# Atletica leggera ai Giochi della XXIV Olimpiade - 110 metri ostacoli

Video della Finale

I 110 metri ostacoli hanno fatto parte del programma maschile di atletica leggera ai Giochi della XXIV Olimpiade. La competizione si è svolta nei giorni 25-26 settembre 1988 allo Stadio olimpico di Seul.

## Presenze ed assenze dei campioni in carica
| Competizione        | Atleta            | Prestazione | Seul 1988   |
| ------------------- | ----------------- | ----------- | ----------- |
| Olimpiadi 1984      | Roger Kingdom     | 13”20       | Presente    |
| Commonwealth 1986   | Marc McKoy        | 13”31w      | Presente    |
| Goodwill Games 1986 | Greg Foster       | 13”25       | Infortunato |
| Europei 1986        | Stéphane Caristan | 13”20       | Presente    |
| Asiatici 1986       | Yu Zhicheng       | 14”07       | Presente    |
| Panamericani 1987   | Andrew Parker     | 13”82w      | Presente    |
| Mondiali 1987       | Greg Foster       | 13”21       | Infortunato |

## La gara
Roger Kingdom, il campione uscente, è l'unico atleta in attività in grado di correre la distanza in meno di 13" netti. È il netto favorito per la vittoria finale. Già al secondo turno dà una dimostrazione del suo stato di forma: ferma i cronometri su 13”17, il Quarto di finale più veloce di sempre.

Kingdom si aggiudica anche la prima semifinale con 13”37, mentre nella seconda il russo Vladimir Shishkin prevale sul più quotato Anthony Campbell (13”46 contro 13”47).
In finale, Arthur Blake indovina una partenza perfetta: solo 0”056 di reazione. All'attacco del primo ostacolo è primo, seguito da Marc McKoy. I due sono seguiti, quasi a un metro di distanza, da Roger Kingdom.
Del duo di testa, Blake perde subito il ritmo, McKoy inizia ad abbattere ostacoli; vengono ripresi da Kingdom già alla quarta barriera. Il campione in carica prosegue la sua corsa senza errori e vince con il nuovo record olimpico.

Al secondo posto si piazza un promettente ragazzo britannico (di origine caraibica): Colin Jackson, che supera Anthony Campbell al quart'ultimo ostacolo.
Il margine di vittoria di Kingdom, tre decimi, è il più ampio della storia olimpica, dopo la finale di Londra 1908. Roger Kingdom è il secondo atleta della storia a vincere due ori olimpici nei 110 metri ostacoli, dopo Lee Calhoun, campione nel 1956 e nel 1960.

## Risultati

### Turni eliminatori
| 6 Batterie         | 25 settembre | 43 partenti   | Si qualificano i primi 5 + i 2 migliori tempi. |
| 4 Quarti di finale | 25 settembre | 8 + 8 + 8 + 8 | Si qualificano i primi 4.                      |
| 2 Semifinali       | 26 settembre | 8 + 8         | Si qualificano i primi 4.                      |
| Finale             | 26 settembre | 8 concorrenti |                                                |

### Finale
Stadio Olimpico, lunedì 26 settembre.
| Pos | Paese       | Atleta         | Tempo |
| --- | ----------- | -------------- | ----- |
|     | Stati Uniti | Roger Kingdom  | 12”98 |
|     | Regno Unito | Colin Jackson  | 13”28 |
|     | Stati Uniti | Tonie Campbell | 13”38 |